# Maurici Proeta
Maurici Proeta (Castelló d'Empúries, Alt Empordà, començament del s. XVI - Mallorca, 1544) va ser un frare agustí, missioner al nord d'Àfrica. És venerat com a beat al si de l'Església catòlica i és patró del gremi de tintorers de Barcelona.

## Vida
Nasqué a la vila de Castelló d'Empúries a una casa del carrer de Sant Marc, fill del tintorer Miquel Proeta i d'Elionor. Ingressà al convent augustinià de Santa Magdalena de Castelló, d'on anà a Barcelona i a Lleida per completar els estudis, i es doctorà en teologia a Tolosa de Llenguadoc, subvencionat pel comú de la Vila de Castelló d'Empúries. Un cop finalitzà els seus estudis, primer es dedicà a la predicació per terres de Catalunya i més tard anà a predicar a Alger i Tunis. En tornar, la nau va fer parada a Mallorca, on Maurici, malalt, va morir el 1546. Va ser enterrat al convent agustí d'aquesta ciutat, anomenat després de la Mare de Déu del Socors.

## Veneració
Mort en olor de santedat, és venerat com a beat i el seu culte ha estat aprovat per diferents bisbes. La seva festivitat és el 20 de febrer. Maurici Proeta, juntament amb el també sant Dalmau Moner, sant Salvador d'Horta, santa Paula Montal són les persones nascudes a terres del Bisbat de Girona que reben culte públic al bisbat de Girona fins en entrat el segle xx. Això fa suposar que a les nostres terres el culte era prou generalitzat.
A Castelló d'Empúries, des de 1550, es venerava una imatge seva a la cambra on havia nascut, anomenada Cambra del Frare i que la seva mare havia donat al convent de l'orde. Consta que al segle xvii era molt venerat a Castelló i cada any, en el seu honor, se celebraven unes gran festes al convent de Santa Magdalena, on hi havia una capella dedicada al beat.
Un altre aspecte que corrobora la importància del culte al religiós és l'existència d'uns panegírics que n'exalten la figura. Benigno Fernández publicà en 1913 Un panegírico del beato Mauricio Proeta, on recull un d'aquests sermons. Dins la literatura religiosa popular que s'ha generat al voltant del beat, cal esmentar l'existència de goigs dedicats al benaventurat Maurici Proeta.

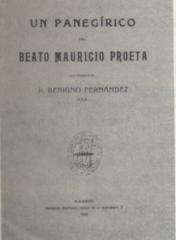
Un panegírico del beato Mauricio Proeta

El culte al beat per part dels castellonins va perdurar viu, amb diferents vicissituds, fins a mitjan segle xx.

## Tradicions
Els tintorers de Barcelona l'escolliren patró del seu ofici arran d'una llegenda pietosa. El seu pare era tintorer i a causa d'una absència seva, Maurici, aleshores un noi, havia de fer-se càrrec de tenyir unes peces de roba. Maurici, lliurat a les seves meditacions, no havia fet la feina quan el pare va tornar i, per estalviar-se renys va barrejar tints i robes; davant dels ulls del pare, però, va treure cada peça del color que desitjava el client, sense que hi hagués hagut necessitat de separar-les, desfer-les ni tan sols treure'n el folre.
Se n'expliquen moltes llegendes: la seva popularitat rau en el fet que se li atribuïen nombrosos miracles. Un article d'Èrika Serna ens descobreix tres atestats notarials, fets de mà del notari castelloní Miquel Pastell l'any 1697, on es relaten uns fets extraordinaris en els quals suposadament intervingué el beat Maurici Proeta. Es tracta de tres "miracles" relacionars amb malalties: 
El primer miracle, atribuït al sant, està descrit pel prevere del Sant Agustí de Castelló, Martí Falcó. Exposa que Catarina Vinyas es trobava afectada per una greu malaltia y clamant en una nit lo patrocini de dit gloriós Beato Mauricio Proheta, li prometí ab totas veras, en nom de dita malalta, un cor de plata". Feta aquesta promesa, anà l'endemà a visitar la malalta i la va trobar totalment recuperada, fet al qual no saberen donar explicació mèdica i que atribuïren a la intervenció miraculosa del beat castelloní. En el segon miracle, el beneficiat és un nadó de la vila. I el tercer miacle relatat per Andreu Miquel, rector de l'església parroquial de Santa Maria de Castelló d'Empúries, ens descriu en primera persona la seva experiència: estant en el llit en perill de mort, vingué lo pare Agustí Canals, religiós de dit convent, avisar.me en ocasió que estava ab lo més rigor de cessió de la febra y axí matex de la malaltia, y apenas dit religiós entrà en ma cambra me aparegué que me trobava ab un gran alivio. El religiós que el visità portava una relíquia del beat Proeta amagada sota la seva capa. Aquesta curació va tenir lloc el mes de març de l'any 1692.
Cal destacar que encara que es coneixen altres miracles atribuïts a aquest religiós, aquests tres miracles es troben registrats davant notari. I és que es necessitaven proves documentals fidedignes per a la incoacció del procés de beatificació de Maurici Proeta, que segurament no va finalitzar fins al segle xvii.